# ماتياس ياكوبسون
ماتياس ياكوبسون هو موسيقي سويدي، ولد في 8 نوفمبر 1984 في ستوكهولم في السويد.

## وصلات خارجية
- الموقع الرسمي
- ماتياس ياكوبسون على موقع ميوزك برينز (الإنجليزية)
- ماتياس ياكوبسون على موقع أول ميوزيك (الإنجليزية)
- ماتياس ياكوبسون على موقع ديسكوغز (الإنجليزية)